# Goniądz (stad)
Goniądz is een stad in het Poolse woiwodschap Podlachië, gelegen in de powiat Moniecki. De oppervlakte bedraagt 4,28 km², het inwonertal 1915 (2005).

## Verkeer en vervoer

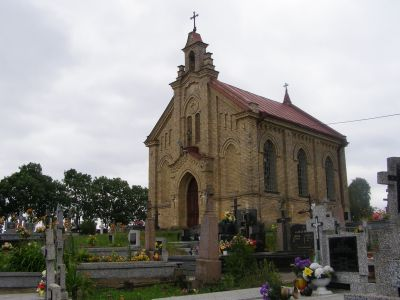
Kerkhof van Goniądz.

- Station Goniądz